# Conferencia de Brazzaville

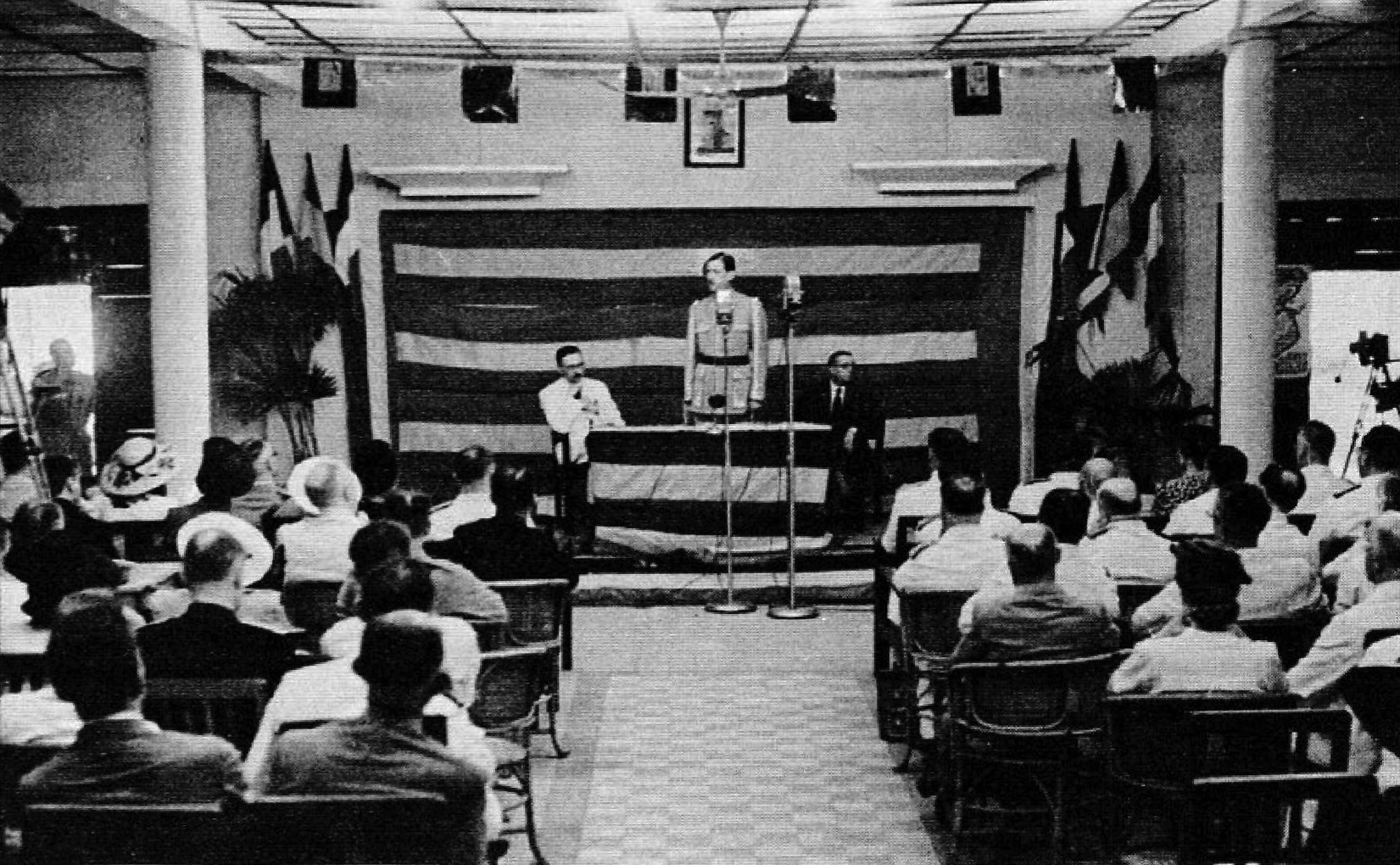
Charles de Gaulle opinando sobre la conferencia de Brazzaville

La Conferencia de Brazzaville fue un encuentro de políticos franceses en el exilio y oficiales de alto rango de las colonias africanas en Brazzaville, que por aquel entonces era la capital del África Ecuatorial Francesa, en enero de 1944, en la cual se discutieron las reformas políticas, sociales y económicas que debían ser llevadas a cabo en el África colonial francesa.

## Contexto
Después de la invasión de Francia por las tropas alemanas del Tercer Reich durante la Segunda Guerra Mundial y del posterior alineamiento de las colonias africanas francesas con el gobierno en el exílio de Charles de Gaulle frente a la Francia de Vichy (colaboracionista con los alemanes), este último reconoció la necesidad de revisar las relaciones entre Francia y sus colonias en el continente africano. 

## Declaración de Brazzaville
Como resultado de la Conferencia se consensuó un documento conocido como la Declaración de Brazzaville que constaba de los siguientes puntos:
1. El Imperio francés permanecería unido.
2. Asambleas semiautónomas se establecerían en cada colonia.
3. Los ciudadanos de las colonias francesas compartirían los mismos derechos que los nacidos en Francia.
4. Los ciudadanos de las colonias francesas tendrían derecho a elegir a los representantes del parlamento francés.
5. La población nativa de cada colonia podría ostentar cargos públicos dentro del ámbito de su misma colonia.
6. Reformas económicas serían llevadas a cabo para reducir la naturaleza explotativa de recursos de la relación entre Francia y sus colonias.